# Mustapha Sahd
Mustapha Sahd, né le 24 août 1993 à Casablanca, est un footballeur marocain jouant au poste d'attaquant au MAS Fès, en prêt des FAR de Rabat.

## Biographie

### En club
Mustapha Sahd naît à Casablanca et est formé à l'Olympique Youssoufia au niveau amateur avant de s'engager au CA Khénifra en deuxième division marocaine.
Le 10 août 2021, il s'engage au JS Soualem, club promu en première division marocaine, en y signant un contrat de deux ans. Il est lancé dans le bain de la Botola Pro par l'entraîneur Redouane El Haimer.
Le 10 janvier 2023, en plein mercato hivernal, alors qu'il est le deuxième meilleur buteur du championnat en cours, il signe au FAR de Rabat. Le 25 janvier, il inscrit son premier but en championnat face à l'Ittihad de Tanger (victoire, 4-0).